# Tomas Scheckter
Tomas Scheckter (Montecarlo, Mónaco; 21 de septiembre de 1980) es un piloto sudafricano de automovilismo nacido en Mónaco. Compitió en IndyCar Series, donde sumó dos victorias y seis podios, así como un cuarto lugar en las 500 Millas de Indianápolis de 2003; ese año resultó séptimo en el campeonato, su mejor actuación en la categoría.

## Carrera

### Inicios
Su infancia la vivió en Sudáfrica, país natal de su padre, Jody Scheckter, campeón mundial de Fórmula 1. Debutó en el karting a la edad de 11 años y ganó el campeonato sudafricano en 1995. Tras ello, dejó las ruedas chicas por los monoplazas al competir en la Fórmula Vee Sudafricana, y más tarde la Fórmula Ford Sudafricana, en la que ganó el campeonato.
Scheckter se mudó a Europa, y terminó tercero y mejor novato de la Fórmula Vauxhall Británica. En 1999, fue campeón de la Fórmula Opel Euroseries, con un récord de ocho victorias y otras tantas pole positions. En 2000, compitió en varios torneos: fue subcampeón de la Fórmula 3 Británica, terminó tercero en el Masters de Fórmula 3, fue subcampeón en el Euro Open by Nissan, y disputó cuatro fechas de la Fórmula 3000 Internacional para West, cosechando un segundo lugar en una. En 2001 fue subcampeón del Euro Open by Nissan. Asimismo, el equipo Jaguar de Fórmula 1 lo contrató como piloto de pruebas, pero luego de un escándalo por ser acusado de solicitar prostitutas callejeras fue despedido de la escudería.

### IndyCar

#### Primera etapa
El sudafricano cambió nuevamente de continente en 2002, al ser fichado por Eddie Cheever para correr en su equipo de la IndyCar norteamericana. En su primera participación en las 500 millas de Indianápolis, el piloto lideró 85 de las 200 vueltas antes de chocar, lo cual le valió recibir el premio de Novato del Año de la carrera. Ese año ganó la fecha de Michigan y sumó un cuarto y un sexto. Pero ocho abandonos en doce carreras motivaron su despido del equipo, y debió ausentarse de las tres fechas finales.
Ganassi dejó la serie CART en favor de la IndyCar en 2003, y eligió a Scheckter como compañero de equipo de Scott Dixon. Cosechó cinco llegadas entre los primeros cinco y cinco abandonos, lo cual no satisfizo a Chip Ganassi, que no lo mantuvo para 2003. El sudafricano recaló en Panther, donde tuvo un año aún peor: llegó quinto en una carrera, 13º o peor en las demás y abandonó en 10 de 16 carreras, con lo cual finalizó 19º y último entre los pilotos que disputaron la temporada completa.
En 2005 mejoró su actuación en Panther, pese a contar con un motor Chevrolet menos potente que los demás, cuando ganó su segunda carrera y llegó entre los primeros cinco en seis carreras. No obstante, abandonó en siete oportunidades y concluyó noveno en el clasificador final. Más tarde, disputó dos fechas europeas del A1 Grand Prix. Las dos siguientes temporadas, Scheckter compitió para el equipo Vision. Terminó décimo tanto en 2006 como 2007, acumulando un total de cuatro llegadas entre los primeros cinco, 18 de 31 llegadas entre los primeros diez, y ocho abandonos.

#### Últimos años
Desde entonces, Scheckter no logró competir de manera regular en IndyCar, sino que se dedicó a juntar esfuerzos para correr carreras puntuales, en particular en óvalos aunque también en algunas carreras callejeras en ciudades grandes como Baltimore, Detroit, Edmonton y Toronto. En 2008, el piloto idsputó seis fechas para Luczo Dragon Racing, donde su única llegada a meta fue en 21.er lugar. Luego disputó las 500 millas de Indianápolis de 2009 para Dale Coyne, llegando 12º, y corrió diez carreras para Dreyer & Reinbold, con un sexto, un octavo y un noveno en óvalos como mejores resultados.
El sudafricano volvió a conseguir una butaca en Dreyer & Reinbold para disputar las 500 millas de Indianápolis de 2010. Ante la lesión de Mike Conway en esa carrera, lo reemplazó en tres carreras. Más tarde corrió dos carreras para Conquest, nuevamente sin poder llegar entre los diez primeros en ninguna ocasión. En 2001, SH Racing lo contrató para correr en Indianápolis con la asistencia de KV Racing, donde llegó octavo. Nuevamente corrió para Dreyer & Reinbold en sustitución de un lesionado, en este caso Justin Wilson. Luego corrió una segunda carrera para SH Racing, en este caso con apoyo técnico de Dreyer & Reinbold. Finalmente, corrió una carrera más para Sarah Fischer.